# Ghetto de Przedbórz
Le ghetto de Przedbórz est un ghetto juif de la Seconde Guerre mondiale, situé à Przedbórz, dans le district de Radom du Gouvernement général de Pologne. Créé par les nazis au printemps 1940, il accueille jusqu'à 4 300 Juifs. Lors de la liquidation du ghetto en octobre 1942, ceux-ci sont déportés au centre d'extermination de Treblinka (via Radomsko) ou, s'agissant des enfants et des personnes âgées, sont exécutés sur place.

## Histoire

### Occupation allemande
Przedbórz, petite ville de la voïvodie de Kielce, compte environ 4 500 Juifs (une majorité de la population) à la veille de la Seconde Guerre mondiale,. Les troupes allemandes entrent dans la commune en septembre 1939, durant la campagne de Pologne ; les combats occasionnent d'importantes destructions dans le centre-ville et la synagogue du XVIIe siècle brûle entièrement. La persécution des Juifs par les troupes allemandes est immédiate et conduit plusieurs centaines d'entre eux à fuir. Sous l'occupation allemande, Przedbórz dépend du district de Radom au sein du Gouvernement général de Pologne. Les Allemands instaurent rapidement un conseil juif local (Judenrat), dirigé par des notables juifs ; ses premiers présidents sont Avigdor Tannenbaum et Zysman Tyberg.

### Création du ghetto et conditions de vie
Début 1940,, le quartier de Widoma (rues Częstochowska, Trytwy et Leśna), où résident de nombreux Juifs, est choisi par les autorités allemandes locales pour y établir un ghetto ouvert ; les Juifs des autres quartiers ont l'obligation d'y emménager, tandis que les Polonais non juifs doivent le quitter. Son entrée se fait par un pont, contrôlé par la gendarmerie allemande ; dans un premier temps, celle-ci participe à la contrebande de nourriture, puis les exécutions de Juifs, pour des motifs divers, se multiplient. Une police juive est également instaurée par les nazis pour maintenir l'ordre dans le ghetto ; les 2 800 Juifs qu'il contient initialement ont interdiction d'en sortir, sous peine d'une amende dans un premier temps, puis de la peine de mort à compter d'octobre 1941,.
À partir d'août 1940, cent à deux cent Juifs sont envoyés au camp de travail de Zagacie, à une quinzaine de kilomètres de Przedbórz, où le Judenrat reçoit l'ordre de distribuer de la nourriture, qui fait défaut. Le Judenrat reçoit peu après de l'aide de l'American Jewish Joint Distribution Committee ; en novembre 1940, le ghetto compte 3 100 habitants.
Une instance locale du Jewish Social Self-Help (JSS), une organisation juive polonaise mise en place pendant la guerre pour soutenir les conseils juifs locaux, est créée en juin 1941 ; en dépit des distributions de nourriture à destination des plus pauvres et des enfants, le ghetto, sujet à la surpopulation (plus encore après que son périmètre a été réduit par le Kreishauptmann en mai 1941, qui en exclut la rue Trytwa), est affamé et voit le typhus proliférer — il apparaît dès 1940, plus d'une centaines de personnes en souffrent en octobre 1941 et les Allemands ordonnent en décembre l'établissement d'un hôpital rue Wierzbowska. Fin 1941, le ghetto est ceint d'une clôture et la surpopulation va croissante avec l'arrivée d'une petite centaine de Juifs pauvres de Radoszyce en décembre 1941 (repartis en février 1942), puis de réfugiés des alentours de Przedbórz dans les premiers mois de 1942, portant la population du ghetto à 4 300 personnes. Le périmètre du ghetto est de nouveau réduit courant 1942, avec la perte de son unique terrain de jeu ; une garderie est alors créée par le Judenrat et accueille une centaine d'enfants âgés de 4 à 8 ans,.

### Liquidation
Le 9 octobre 1942, le ghetto est liquidé : enfants, malades et personnes âgées sont exécutés sur place (de même que huit membres de la police juive du ghetto et un du Judenrat, auxquels les nazis promettent la survie) tandis que les autres Juifs sont déportés par la route, à pieds (pour la plupart) ou dans des chariots hippomobiles, jusqu'à la gare ferroviaire de Radomsko, à 32 km de là. Près de Granice, un certain nombre d'entre eux cherchent à s'échapper mais sont exécutés par la police allemande. À Radomsko, le lendemain, des wagons à bestiaux acheminent les Juifs de Przedbórz ainsi que 5 000 Juifs locaux au centre d'extermination de Treblinka,. Certaines sources indiquent qu'une partie des Juifs de Przedbórz auraient été déportés vers Treblinka le 12 octobre, dans le même convoi que celui des derniers Juifs de Radomsko.
Au sortir de la guerre, aucune communauté juive ne renaît à Przedbórz.